# Chajtarma (film)
Chajtarma (krym.tat. Qaytarma, tłum. Powrót) – ukraiński film fabularny oparty na historii wysiedlenia Tatarów krymskich w 1944 roku.

## Fabuła
Oparty na faktach film przedstawia historię deportacji narodu krymsko-tatarskiego, zarządzonej przez Stalina w 1944 roku.
Głównym bohaterem filmu jest Sułtan Amet-Chan (postać autentyczna) - pilot radzieckiego myśliwca, dwukrotnie odznaczony najwyższym odznaczeniem radzieckim - gwiazdą bohatera ZSRR. W maju 1944 roku, po wyzwoleniu Sewastopola spod niemieckiej okupacji, Amet-Chan przyjeżdża na kilka dni do rodzimej Ałupki. Mimowolnie staje się świadkiem deportacji Tatarów krymskich.

## Obsada
Większość ról zagrali aktorzy niezawodowi. Rolę głównego bohatera zagrał Achtem Seitabłajew, reżyser filmu. Pozostali odtwórcy ważniejszych ról to Jurij Curiło, Ołeksij Horbunow, Andrij Saminin, Usnije Chaliłowa, Dinara Awaz, Walerij Szytowałow.
W scenach zbiorowych wzięli udział Tatarzy krymscy, spośród których wielu osobiście przeżyło wysiedlenie.

## Twórcy filmu
- Reżyseria: Achtem Seitabłajew
- Scenariusz: Nikołaj Rybałka
- Zdjęcia: Władimir Iwanow
- Muzyka: Dżemil Karikow, Siergiej Krucenko
- Scenografia: Szewkiet Sejdamietow
- Producent: Lenur Isljamow

## Informacje dodatkowe
„Chajtarma” to pierwszy pełnometrażowy film na temat wysiedlenia Tatarów. Jest to jednocześnie pierwszy film na ten temat zrealizowany przez samych Tatarów krymskich.
Premiera filmu miała miejsce w przeddzień 69. rocznicy wysiedlenia. Uroczysty pokaz miał miejsce w teatrze im. Tarasa Szewczenki w Symferopolu. Wśród obecnych na sali byli m.in. wiceprzewodniczący Rady Ministrów ARK Georgij Psarew, przewodniczący Medżlisu krymsko-tatarskiego Mustafa Dżemilew, wnuczka Sułtana Amet-Chana Weronika Amet-Chan oraz dyrektor muzeum w Ałupce Mustafa Mustafajew.
Polska premiera filmu (pod tytułem „Chajtarma”) miała miejsce 15 kwietnia 2014 w Kinie Iluzjon (kinie Filmoteki Narodowej). Po pokazie odbyła się debata z udziałem reżysera filmu. Pokaz pod honorowym patronatem prezydenta m.st. Warszawy, współorganizowany był we współpracy Komitetu Obywatelskiego Solidarności z Ukrainą (KOSzU), Związku Ukraińców w Polsce, oraz Filmoteki Narodowej.
Natomiast polska premiera telewizyjna (pod tytułem „Chajtarma - Powrót”) w TVP1 3 czerwca 2014, tj. dzień przed wręczeniem pierwszej Nagrody Solidarności Mustafie Dżemilewowi - przywódcy Krymskich Tatarów i jednocześnie jednemu z inicjatorów krymsko-tatarskiego powrotu. Pokaz odbył się dzięki staraniom KOSzU.

## Nagrody i wyróżnienia
- 2014 - nagroda „Nike” w kategorii „Najlepszy Film WNP i krajów bałtyckich” (ex aequo z litewskim filmem „Ekskursantė” w reż. Audriusa Juzėnasa)[3].